# Prix littéraires 1960
Liste des prix littéraires décernés au cours de l'année 1960 :

## Prix internationaux
- Prix Nobel de littérature : Saint-John Perse (France)[1]

## Allemagne
- Prix Georg-Büchner : Paul Celan [2]

## Belgique
- Prix Victor-Rossel : Victor Misrahi, Les Routes du Nord

## Canada
- Prix du Gouverneur général :
  - Catégorie « Romans et nouvelles de langue anglaise » : Brian Moore pour The Luck of Ginger Coffey
  - Catégorie « Poésie ou théâtre de langue anglaise » : Margaret Avison pour Winter Sun
  - Catégorie « Poésie ou théâtre de langue française » : Anne Hébert pour Poèmes
  - Catégorie « Études et essais de langue anglaise » : Frank Underhill pour In Search of Canadian Liberalism
  - Catégorie « Études et essais de langue française » : Paul Toupin pour Souvenirs pour demain

## Chili
- Prix national de littérature : Julio Barrenechea (es) (1910-1979), poète et romancier ;

## Corée du Sud
- Prix Dong-in : Yi Beom-seon pour Balle perdue
- Prix de littérature contemporaine (Hyundae Munhak) : 
  - Catégorie « Poésie » : Jeong Gong-chae pour 「石炭」「自由」
  - Catégorie « Roman » : Seo Kiwon pour 「孕胎期」「오늘과 내일」
  - Catégorie « Drame » : Oh Hak-yeong pour 「深淵의 다리」「抗拒」
  - Catégorie « Critique » : Kim Sang-il pour 近代詩人論

## Danemark
- Prix Hans Christian Andersen : Erich Kästner (Allemagne)[3]

## Espagne
- Prix Nadal : Ramiro Pinilla, pour Ciegas hormigas
- Prix Planeta : Tomás Salvador, pour El atentado
- Prix national de Narration : Daniel Sueiro (es), pour Los conspiradores (recueil de nouvelles)
- Prix national de poésie : José Luis Prado Nogueira, pour Miserere en la tumba de R. N.
- Prix Adonáis de Poésie : Mariano Roldán (es), pour Hombre nuevo

## États-Unis
- National Book Award : 
  - Catégorie « Fiction » : Philip Roth pour Goodbye, Columbus
  - Catégorie « Essais » : Richard Ellmann pour James Joyce
  - Catégorie « Poésie » : Robert Lowell pour Life Studies
- Prix Hugo :
  - Prix Hugo du meilleur roman : Étoiles, garde-à-vous ! (Starship troopers) par Robert A. Heinlein
  - Prix Hugo de la meilleure nouvelle courte : Des fleurs pour Algernon (Flowers for Algernon) par Daniel Keyes
- Prix Pulitzer :
  - Catégorie « Fiction » : Allen Drury pour Advise and Consent (Titans)
  - Catégorie « Biographie et Autobiographie » : Samuel Eliot Morison pour John Paul Jones
  - Catégorie « Histoire » : Margaret Leech pour In the Days of McKinley
  - Catégorie « Poésie » : W. D. Snodgrass pour Heart's Needle
  - Catégorie « Théâtre » : Jerome Weidman et al. pour Fiorello!

## Finlande
- Prix Aleksis-Kivi : Väinö Linna pour Ici, sous l'Étoile polaire[4]
- Prix Kalevi-Jäntti : Martti Joenpolvi pour Kevään kuusi päivää
- Prix Eino-Leino : Olavi Paavolainen
- Prix national de littérature : Tito Colliander pour Vi som är kvar,  Pentti Holappa pour Muodonmuutoksia, Katsokaa silmiänne,  Väinö Linna pour Täällä Pohjantähden alla I,  Eeva-Liisa Manner pour Eros ja Psykhe
- Prix littéraire de la ville de Tampere : Matti Saariaho pour Työttömät
- Prix Tollander : Erik Heinrichs
- Prix Rudolf-Koivu : non décerné
- Prix Topelius : Tauno Karilas
- Prix Mikael-Agricola : Kristiina Kivivuori
- Prix d'écriture Juhana-Heikki-Erkko : Kauko Aalto

## France
- Prix Goncourt : Vintila Horia pour Dieu est né en exil (non décerné)
- Prix Médicis : Henri Thomas pour John Perkins : suivi d'un scrupule
- Prix Renaudot : Alfred Kern pour Le Bonheur fragile
- Prix Femina : Louise Bellocq pour La Porte retombée
- Prix Interallié : ex æquo Jean Portelle pour Janitzia ou la Dernière qui aima d'amour et Henry Muller pour Clem
- Grand prix du roman de l'Académie française : Christian Murciaux pour Notre-Dame des désemparés
- Prix des libraires : Georges Conchon, La Corrida de la victoire
- Prix des Deux Magots : Bernard-G. Landry, Aide-mémoire pour Cécile
- Prix du Quai des Orfèvres : Colonel Remy pour Le Monocle noir.
- Prix du roman populiste : André Kédros pour Le Dernier voyage du « Port-Polis »

## Italie
- Prix Strega : Carlo Cassola, La ragazza di Bube (Einaudi)
- Prix Bagutta : Enrico Emanuelli, Uno di New York, (Mondadori)
- Prix Napoli : Giuseppe Marotta (it), Gli alunni del tempo, (Mondadori)
- Prix Viareggio : Giovanni Battista Angioletti, I grandi ospiti

## Monaco
- Prix Prince-Pierre-de-Monaco : Alexis Curvers[5]

## Royaume-Uni
- Prix James Tait Black :
  - Fiction : Rex Warner pour Imperial Caesar
  - Biographie : Adam Fox pour The Life of Dean Inge
- Prix WH Smith : Laurie Lee pour Cider With Rose (Rosie, ou le goût du cidre)
- Prix John-Llewellyn-Rhys : David Caute (en) pour At Fever Pitch
- Médaille Carnegie : Ian Wolfram Cornwall pour The Making of Man
- Prix Rose-Mary-Crawshay : Joyce Hemlow (en) pour Biography of Frances Burney
- Prix Somerset-Maugham : Ted Hughes pour The Hawk in the Rain

## Suisse
- Grand prix C.F. Ramuz : Charles-François Landry[6],[7]